# Rashtrapati Bhavan

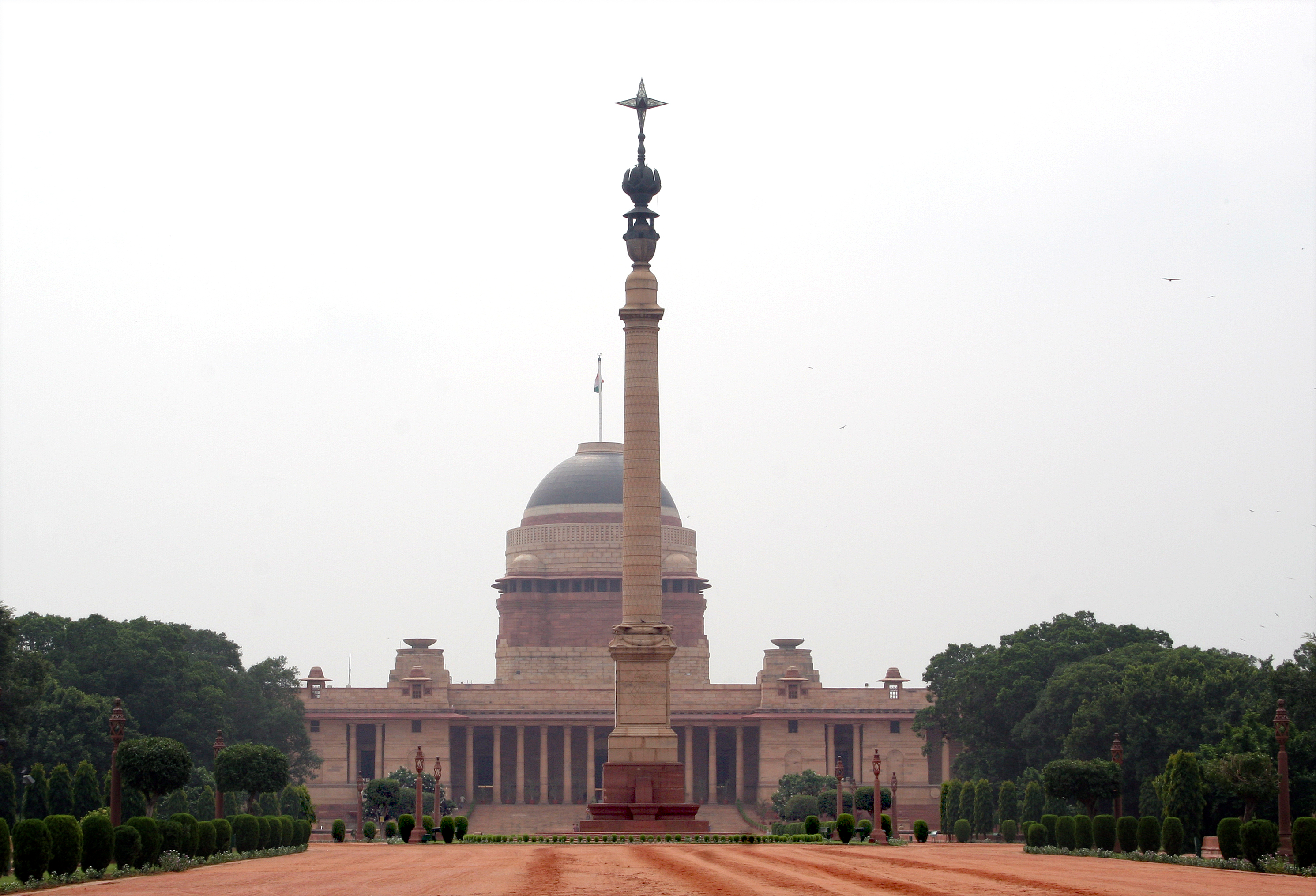
Rashtrapati Bhavan

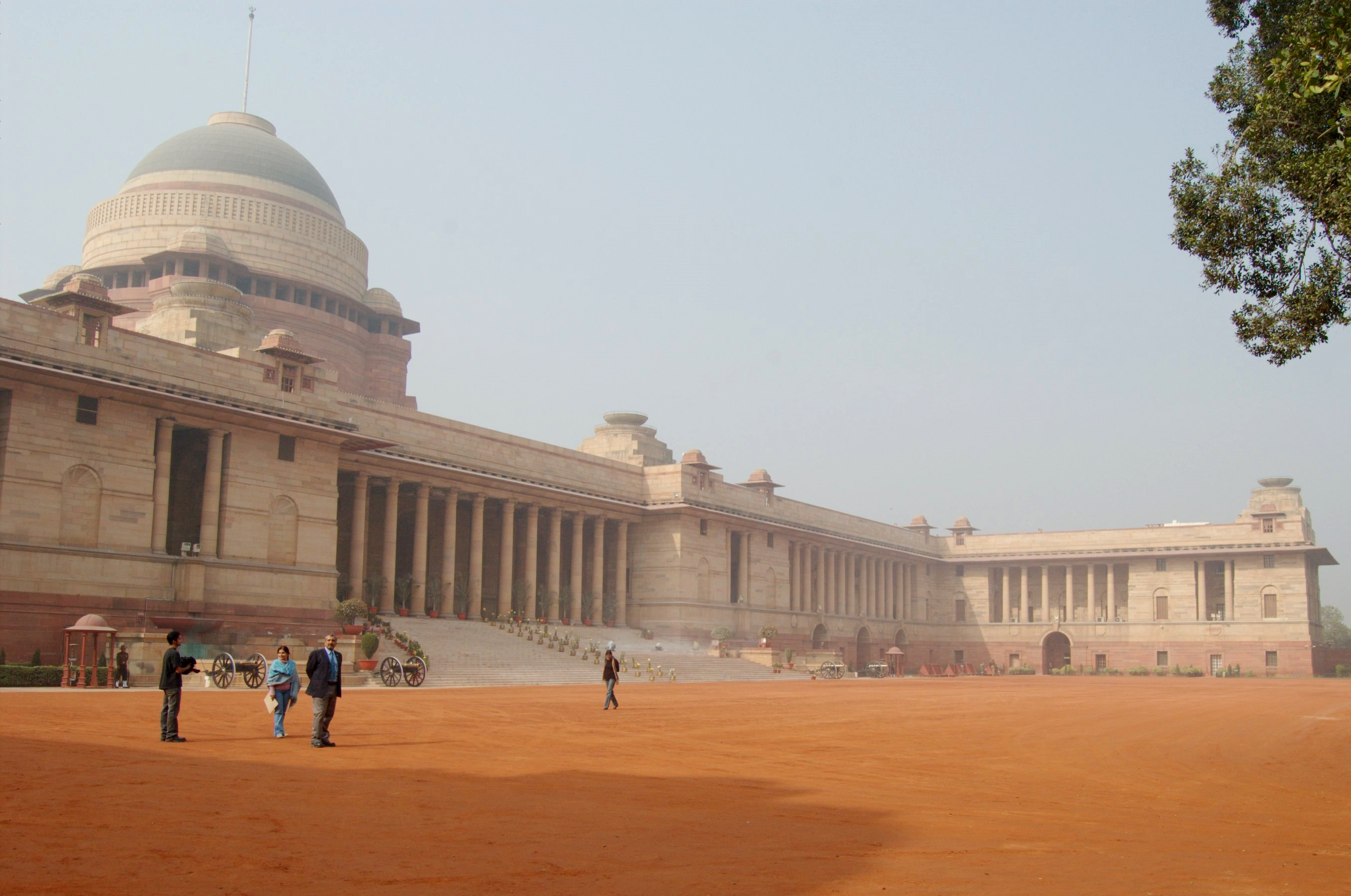
Rashtrapati Bhavan, India

Rashtrapati Bhawan (tot 1950 Viceroy's House) is de officiële residentie van de president van India. Het gebouw staat in New Delhi, de hoofdstad van India. Tijdens de Britse overheersing was het gebouw de residentie van de gouverneur. 
Het paleis is gebouwd in de periode tussen 1921 en 1931, en werd ontworpen door Edwin Lutyens. Het paleis is de grootste ambtswoning ter wereld.